# 卡多雅克
卡多雅克（法語：Cadaujac，法語發音：[kadoʒak]）是法国吉伦特省的一个市镇，属于波尔多区。

## 地理
卡多雅克（44°45'20"N, 0°31'48"W）面积15.33 平方千米，位于法国新阿基坦大区吉倫特省，该省份为法国西南部沿海省份，是法國本土面积最大的省，北起滨海夏朗德省，西临大西洋，南至朗德省，东南接洛特-加龍省，东临多爾多涅省。
与卡多雅克接壤的市镇（或旧市镇、城区）包括：康布拉讷和梅纳克、伊勒圣乔治、莱奥尼昂、马尔蒂亚克、坎萨克、圣梅达尔代朗、维勒纳沃多农。

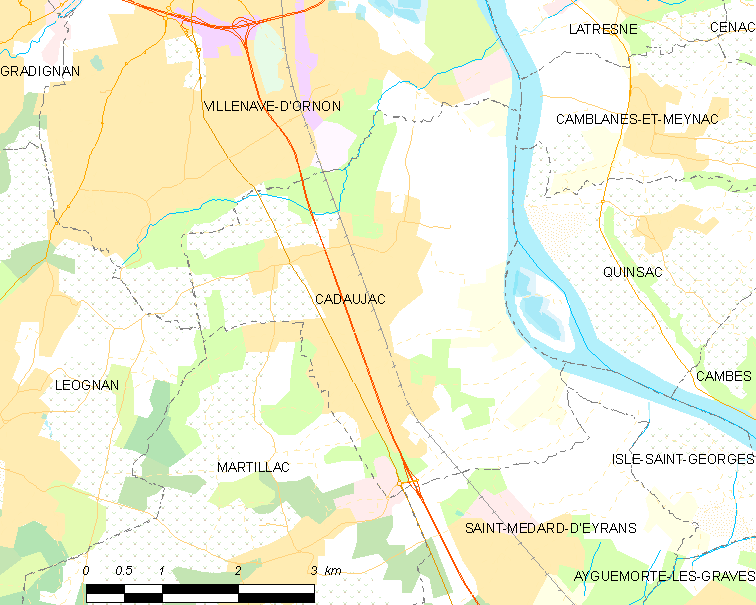
卡多雅克的OSM定位图

卡多雅克的时区为UTC+01:00、UTC+02:00（夏令时）。

## 行政
卡多雅克的邮政编码为33140，INSEE市镇编码为33080。

## 政治
卡多雅克所属的省级选区为拉布雷德县。

## 人口

1962-2008年间卡多雅克人口变化图示

卡多雅克于2022年1月1日时的人口数量为6784人。